# Plebejus splendida
Plebejus splendida är en fjärilsart som beskrevs av Rostagno och Zapelloni 1910. Plebejus splendida ingår i släktet Plebejus och familjen juvelvingar. Inga underarter finns listade i Catalogue of Life.